# پورینگلند
پورینگلند (به انگلیسی: Poringland) یک روستا و محله مدنی در بریتانیا است که در South Norfolk واقع شده‌است. پورینگلند ۶٫۳۲ کیلومتر مربع مساحت و ۳٬۸۰۲ نفر جمعیت دارد.